# یواس‌اس ان-۵ (اس‌اس-۵۷)
یواس‌اس ان-۵ (اس‌اس-۵۷) (به انگلیسی: USS N-5 (SS-57)) یک زیردریایی بود که طول آن ۱۵۵ فوت (۴۷ متر) بود. این زیردریایی در سال ۱۹۱۷ ساخته شد.